# プユマ族

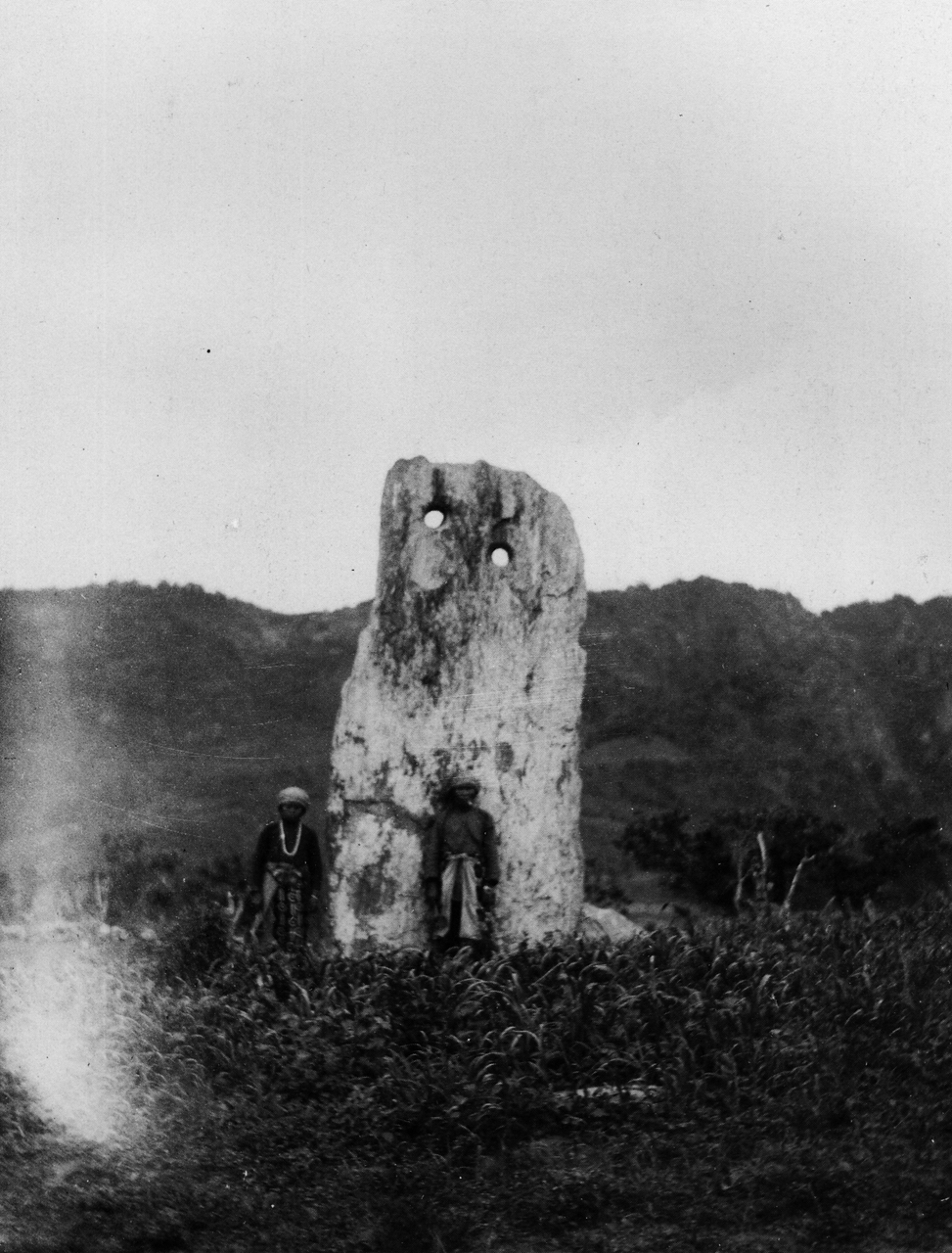
日本の学者鳥居竜蔵による月形石柱の写真。

プユマ族（プユマぞく、プユマ語：Pinuyumayan）は台湾東部に住むオーストロネシア語族に属する台湾原住民の一種族。「ピューマ（ピウマ）」と書かれることもある。

## 概要
通常、知本と南王のグループ（ともに台湾東海岸の台東県の居住者）に分けられる。
本来は、民族としての自称がなく、構成している８つの集落（社）にちなんで「八社蕃」とも呼ばれた。８つの集落のうち、もっとも優勢だったプユマにちなんでプユマ族と呼ばれるようになり、それが定着した。故地のパナパナヤンにちなんで日本人の研究者によりパナパナヤン族と命名されたことがあるが、定着しなかった。
2000年、プユマ族の人口は9,606人を数えた。これは台湾原住民の総人口のおよそ2.4%であり、6番目に大きな種族である。
プユマ族は固有の言語であるプユマ語を持っているが、現在、若い世代のプユマ族は民族語を話せなくなっており、復興運動も各地で行われている。
陳建年やアーメイ（張恵妹）、サミンガ（紀曉君）のように、音楽界で活躍する著名なプユマ族が多くいる。

## 発祥伝説

### 巨石誕生伝説
現在の台東県太麻里郷美和海岸附近の山にある巨石が割れ、そこから祖先が誕生したという伝説である。知本村、建和村、泰安村、初鹿村、利嘉村などに伝わり、知本村及び建和村には発祥記念碑が建立されている。

### 竹発祥伝説
南王里（現在の台東市）、檳朗村、宝桑村などに分布する発祥伝説である。南王長老によれば祖先は竹より誕生したとされるが、その場所については異説が存在している。

## 歴史
清代の康熙年間、南王のプユマ族は朱一貴の叛乱の平定に功績があり、清朝より卑南大王に冊封され、近隣のアミ族、パイワン族からの貢納や徴税を行い、台湾原住民の中で有利な地位を獲得したことがある。

## 社会構成
プユマ族の社会は頭目制度と男子会所による年齢階級組織が混在した母系社会である。男子会所組織は部族全体の問題解決を行う組織であるが、世襲の頭目(ayawan)による指導を受けていた。現在では社会制度の改編により頭目としての職権は村長が事実上継承しているが、生活の中では現在でもなお尊敬の対象とされている。またこれ以外に祭師(rahan)と称される部族の重要な祭祀を司る人物がいる。

## 祭祀
- 豊年祭 - 粟の収穫を祈願する祭祀
- 収穫祭 - 粟の収穫を感謝する祭祀
- 大狩猟祭 - 会所の青年の通過儀礼祭祀
- 猴祭 - 会所における少年の通過儀礼祭祀

## 著名人
人口は少ないものの、著名人を多く輩出している。
- 張惠妹 - 歌手。
- 陸森宝（Baliwakes） - 教育家、音楽家。「プユマ音楽の父」と呼ばれる。
- 陳建年 (政治家) - 元行政院原住民族委員会主任委員、元台東県長。
- 孫大川（パァラバン・ダナパン／Paelabang Danapa） - 文学研究者、政治家。
- 陳瑩 - 民主進歩党所属立法委員、上記陳建年の娘。
- 陳建年 - 警察官、歌手。上記の同名人物とは別人。
- サミンガ（Samingad／紀暁君） - 歌手。
- 家家（中国語版）- 歌手。本名「紀家盈」。サミンガの妹。
- 巴代（中国語版）- 作家。中国語名は林二郎。
- 江明娟（中国語版）（エリカ・ジャン） - 歌手。
- TANK (呂建忠) - 歌手。アミ族との混血。
- 黄美珍（中国語版）（ジェーン・ホァン） - 歌手。ロックデュオ神木與瞳（中国語版）のメンバー。
- 劉笙彙（中国語版）（ジェシー・リウ） - ヘビーメタルバンドChthonicのギタリスト。
- 曾建次 — カトリック花蓮教区補佐司教。原住民初のカトリック教会高位聖職者。
- 徐若熙 - 野球選手。

## 関連項目

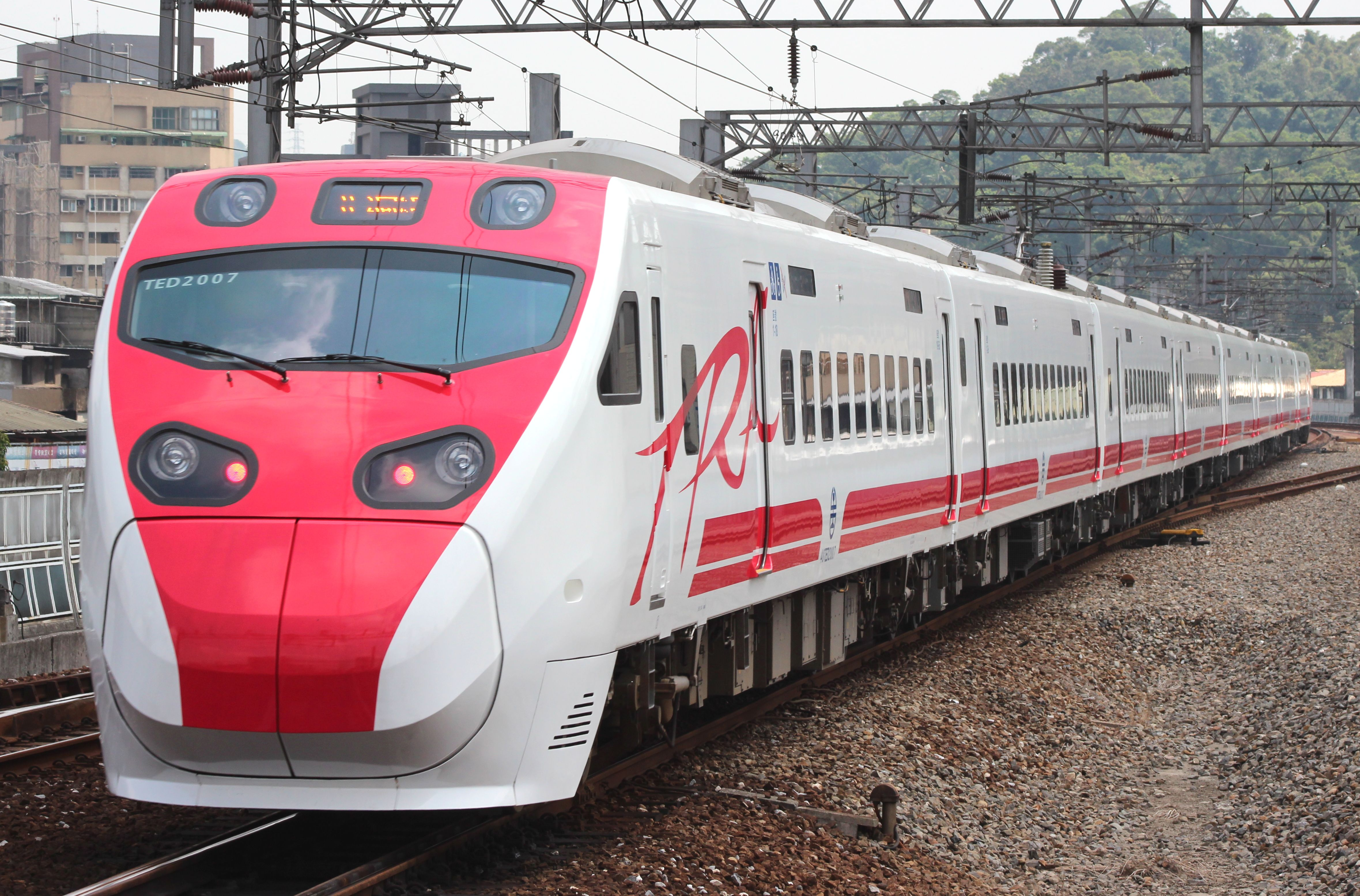
普悠瑪号